# Nădejdea (okręg Harghita)
Nădejdea (węg. Ajnád) – wieś w Rumunii, w okręgu Harghita, w gminie Mihăileni. W 2011 roku liczyła 619 mieszkańców.